# Байович, Миодраг
Миодраг Байович (серб. Миодраг Бајовић / Miodrag Bajović; 17 октября 1959, Никшич, СР Черногория, СФРЮ) — югославский футболист, черногорский тренер.

## Карьера
Большая часть карьеры связана с клубами «Сутьеска» (Никшич) и «Партизан» (Белград). Миодраг Байович начал профессиональную карьеру в 1977 году в клубе «Сутьеска», выступавшем во второй лиге чемпионата Югославии. За клуб из Никшича играл до 1984 года, в 1982 году провёл часть сезона за «Могрен» (Будва), также выступающий во второй лиге.
В 1984 году перешёл в белградский «Партизан», где играл на позиции правого защитника. В составе белградского клуба сыграл 99 матчей в Первой лиге Югославии, дважды был чемпионом Югославии в сезоне 1985/86 и 1986/87. В Белграде играл до 1990 года, затем вернулся в Никшич, где снова играл за клуб «Сутьеска» во второй лиге.
После окончания карьеры игрока работал тренером. Был тренером в «Могрене» и главным тренером клуба «Челик» (Никшич), выступавшего во второй лиге. Возглавлял «Сутьеска» (Никшич) в 2004 году и «Могрен» в 2006—2007 годах.
Младший брат Миодрага — Милорад, также футболист, они вместе выступали за «Сутьеска» и «Партизан».